# Сватки
Сватки́ —  село в Україні,  Миргородському районі Полтавської області. Населення становить 795 осіб. Входить до складу Краснолуцької сільської громади.
Після ліквідації Гадяцького району у липні 2020 року увійшло до Миргородського району.

## Географія
Село Сватки розташоване на правому березі річки Грунь, вище за течією на відстані 1.5 км розташоване село Підставки (Роменський район), нижче за течією на відстані 3.5 км розташоване село Римарівка, на протилежному березі - села Бірки та Максимівка.
По селу тече струмок, що пересихає із заґатою.
Річка у цьому місці звивиста, утворює лимани, стариці та заболочені озера.

## Історія
По даним карти французького інженера Гійома Левассера-де Боплана в ІІ чверті XVII  ст. (1625 – 1650рр) відмічено поселення Сватки, яке розташоване на річці Грунь. Село Сватки належало Гадяцькому замку, а при гетьману Скоропадському було віддане генеральному судді Іванові Чернишу, від якого перейшло до його синів. У 1726 році в с. Сватки з висілком Лучкою було 123 двори, якими володів колишній генеральний суддя Іван Черниш, по грамоті, даній у 1718 році в вічне володіння.  У 1730 р. в Сватках – 144 двори, якими володіють сини його Іван і Петро Черниші. По ревізії 1764 року село відноситься до другої полкової сотні Гадяцького полку. В селі два ярмарки. Північніше с. Сваток знаходяться дві стародавніх могили, недалеко направо від річки Грунь – одна могила.  Всього могил в Сватківській дачі – 3, могил - городків 3, одна з яких подвійна на х. Шевченкове.  Церква Преображенська двох престольна : в ім’я архангела Михайла, дерев’яна. Значиться книга указів з 1718 р., а церква ще раніше. Друга церква була побудована в 1786р., а в 1899р – третя.  Від першої церкви залишився диск срібний з мідним підніжжям, вага 37 злотників з надписом «1755 р. цей диск збудовано рабом Божим Тихоном Півнем в Сватки до храму Преображення».   Колокол 16 пудів збудований в 1755р. полковим хорунжим Кущевським.  Від другої церкви збереглися : срібний диск, подарований вище згаданим кущевським в 1788р. і священна книга видана в 1788р. за підписом Феофіла єпархі Черніговського (за описом 1827р.)  Перші священники : Назар Назаревський, Діонісіт Дубницький, Іосенн Ведринський - 1799р. Мф. Яновський 1718р. Причт одноклірний. Жаловання : священник 140 карбованців в рік, псаломщик 36 карбованців.  33 десятини (22 десятини гористої і глиняної, а решта маозручнна ). Дом священнику. Церковних сум 1693 крб. 49 коп. 3 школи : земська і дві школи грамоти. Дворів – 393, 5 хуторів, на віддалі від 3 до 10 верств.   Село Сватки входило в Бірківську волость. В 1859р. сюСватки володарське і козаче. В 1859р. розміщена в 14 верстах від Гадяча і двох верстах від Бірок. В селі було 340 дворів, 1357 чоловіків і 1441 жінок. Всього – 2798 жителів. В 1884р. в Сватках 492 будинків, 1246 чоловіків і 1154 жінок. Всього2400 жителів. До Сваток належало 22 хутори: Богушев, Бондарєв, Василенків, Виставножин, Галаївець, Грицанів, Громадський, Зигунів, Калатинець, Лигущин, Півнів, Симинюта, Херуїмов, Червин, Шевченків, Шматков, Шуйський.   Першу школу у Сватках було вдкрито 1889 року, у ній навчалося близько 30 учнів. Через 5 років запрацювала й церковно парафіянська 2-класна школа. Разом з освітньою справою розвивалося й сільські господарство. На початку ХХ століття у Сватках було 3 громади, дві з яких – селян-власників.   Перед початком першої світової війни у Сватках було вже понад 430 дворів, більш ніж 2300 жителів. На цю війну з обох сіл (Сватки, Бірки) пішло близько 500 чоловіків. Багато місцевіх жителів брало участь і в другій світовій війні, тоді лише з Сваток на фронт пішло півтисячі чоловік. А на примусові роботи до Німеччини в ті роки було вивезено 260 сватківських жителів. У 1923 році Сватки і Бірки стали центрами сільських рад, що ввійшли до складу Синівського району Роменської округу. Потім в різні роки ці села належали до Харківської, Полтавської, Сумської областей. А в 1963 році вони були остаточно приєднані до Гадяцького району Полтавської області.
До 2018 року орган місцевого самоврядування — Сватківська сільська рада.

## Економіка
- Молочно-товарна ферма.
- Сватківське споживче товариство.
- ТОВ «Максимко».

## Об'єкти соціальної сфери
- Дитячий садочок.
- Школа.